# Mpanda
Mpanda – miasto w zachodniej Tanzanii. Stolica regionu Katavi.